# Беляков, Степан Александрович
Степа́н Алекса́ндрович Беляко́в (1858 — 1911) — русский психиатр и невролог.

## Биография
Окончил Медико-хирургическую академию в Санкт-Петербурге. Будучи студентом, принимал участие в турецкой кампании. В качестве полкового врача возглавлял на болгарском фронте один из военных госпиталей.

## Политическая деятельность
Симпатизировал народникам. 2 апреля 1879 года был арестован в Петербурге по подозрению в знакомстве с А. К. Соловьёвым, совершившим неудачное покушение на императора Александра II. Находился под надзором полиции.

## Научная деятельность
Написал ряд работ по психиатрии, выступал в качестве эксперта в уголовных процессах. Был учеником профессора И. А. Мержеевского. Защитил диссертацию на тему «О паталогоанатомических изменениях ЦНС при старческом слабоумии» .
Известны также два написанных Беляковым отчёта о работе больницы Святого Пантелеймона за 1892 и 1893 годы. Первый был опубликован в виде отдельной книги, второй — в журнале «Архив психиатрии, неврологии и судебной психопатологии» (№ 3, 1894).
Белякову приписывают одно из первых в мире научных описаний амилоидных бляшек, образование которых ведёт к развитию синдрома Альцгеймера.

## Профессиональная деятельность
В 1892—1895 годах Беляков занимал должность главного врача городской больницы Святого Пантелеймона при Воскресенской церкви в Санкт-Петербурге. Затем работал старшим врачом петербургской больницы Всех Скорбящих Радости (Обуховской больницы), где выполнил работы «О цистоцеркозе головного мозга», «О влиянии заболевания органа слуха на развитие и течение душевных расстройств», «О самоубийствах и несчастных случаях в психиатрических заведениях».
С 1897 по 1909 год руководил психиатрической больницей в Самаре. При нём Самарская больница считалась одной из лучших провинциальных больниц подобного профиля в царской России.
Умер в 1911 году в возрасте 53-х лет.